# Alain Lagrue dit Urgal
Urgal (de son vrai nom Alain Lagrue), né le 22 mai 1952 et mort le 18 décembre 2001 à Moulins, est un artiste-peintre, dessinateur et archéologue français.

## Biographie

### Sa jeunesse
Alain Lagrue, né le 22 mai 1952 à Moulins, est le fils d'un bijoutier de la ville. À l'âge de 16 ans, en 1968, il s'inscrit à l'École municipale des Beaux-Arts de Moulins, où il effectue ses trois premières années d'étude. En 1973, il termine sa quatrième année à l'École régionale des Beaux-Arts de Clermont-Ferrand.

### Son parcours
En 1975, il s'installe à Cressanges et, ses images exécutées avec virtuosité rencontrant rapidement son public, il vit de ses productions. En 1979, les éditions moulinoises Les Marmousets produisent un recueil de dessins en noir et blanc simplement intitulé "Urgal" qui rencontre un important succès d'estime.
En 1982, séparé de sa première compagne avec laquelle il a eu une fille, Gaëlle, il revient sur Moulins.
Urgal s'investit de plus en plus dans la pratique d'un art martial, le viet vo dao, pratique dans laquelle il obtiendra le grade de ceinture noire 2e dang.
Parallèlement à sa carrière de peintre, Urgal se passionne pour l'archéologie, et là encore, son aisance technique fait merveille : il apprend à représenter les objets archéologiques sans gommer pour autant son style graphique. En 1981, il est embauché au Musée d'art et d'archéologie de Moulins (aujourd'hui musée Anne-de-Beaujeu) en tant qu'assistant de documentation, et jusqu'en 1991, il prend en charge toute la section archéologique du musée.
En 1991, il quitte le musée Anne-de-Beaujeu et est engagé par l'Association pour les Fouilles Archéologiques Nationales ; il participe notamment aux fouilles sur le site de Châtelperron et aux fouilles d'archéologie préventive sur le site guyanais de Petit-Saut avant la construction d'un barrage hydro-électrique, d'abord en 1994, presque un an, puis à nouveau en 1995, environ 5 mois.
Au retour de Guyane s'ensuit une période très sombre sur le plan personnel. Alain Urgal disparaît brutalement début 2001.
Douze ans après sa disparition est organisée une importante rétrospective de son œuvre au musée de Souvigny du 17 mai au 17 novembre 2013, rétrospective dont le commissaire n'est autre que Gaëlle Lagrue, sa fille unique.

## L'artiste
Dans les années 1970, très ancré dans son époque, son style s'inspire des grands peintres surréalistes (Dali, Magritte, Chirico...), mais sa très grande virtuosité technique lui permet de s'affranchir très vite de ses maîtres et traiter ses principaux thèmes (la nature, la femme, l'architecture, le temps qui passe) de façon très personnelle et immédiatement reconnaissable. On retrouve dans ses images d'alors des symboles récurrents  : le papillon, l’œuf, l'eau...
Le passage aux années 1980, correspondant au début de sa double identité d'artiste et d'archéologue voit sa production perdre en emphase : Urgal s'éloigne alors du psychédélisme, du surréalisme. Mais si ses images sont alors moins métaphoriques, la recherche intérieure, le spirituel demeurent extrêmement prégnants dans ses œuvres.

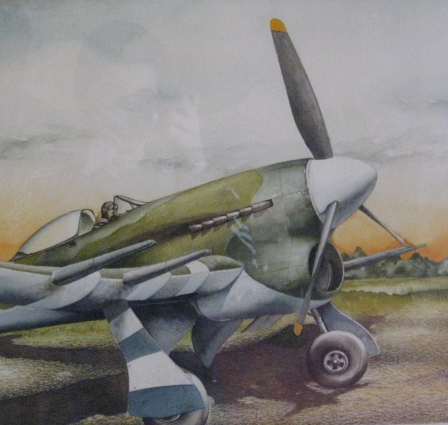
"Normandie été 44-dernière sortie avant la nuit", aquarelle et crayons. (1989)

De même, sa pratique des arts martiaux s'oriente de plus en plus vers les techniques dites "internes", comme le tai-chi-chuan.
Durant cette période, Alain Urgal produit un important ensemble de dessins archéologiques, et met en place un système de représentations des objets anciens à base de points, de traits courbes et de traits droits dont l'apport fait date dans l'histoire du dessin d'archéologie. « Sa technique de dessin archéologique, si particulière et reconnaissable, sert aujourd'hui de source d'inspiration, voire de modèle, à de nombreux dessinateurs qui s'accordent pour reconnaître son exceptionnel talent en la matière. Le travail qu'il a réalisé pendant plus de vingt ans constitue une source d'information inestimable qui nourrira les recherches encore pendant de nombreuses années. » 
Ses productions des années 1990 sont marquées par son expérience outre-atlantique : il propose alors des études documentaires de faune et de flore de Guyane et des paysages à nette coloration exotique.

## Principaux ouvrages de et sur Urgal/Alain Lagrue
- Urgal, rétrospective Alain Lagrue (1952-2001), catalogue d'exposition, édité par la ville de Souvigny, 2013 Livret de l'exposition "Rétrospective Alain Lagrue - Urgal" au musée de Souvigny (17 avril au 17 novembre 2013)
- H. Delporte, F. Surmely, A. Urgal, Châtelperron : un grand gisement préhistorique de l’Allier, Moulins, Conseil général de l’Allier, 1999
- La virgule de sainte Scariberge, nouvelle de Jean-Charles Gaumé illustré par Urgal, département de l'Allier, 1990
- Monographie sur le trésor monétaire de la Couasse, DAPHNE (Données en Archéologie, Préhistoire et Histoire sur le NEt), 1989
- Urgal, éditions les Marmousets, recueil de dessins en noir et blanc, 1979